# Dibutylboortrifluormethaansulfonaat
Dibutylboortrifluormethaansulfonaat of dibutylboortriflaat (doorgaans afgekort tot DBBT) is een organische verbinding met als brutoformule C9H18BF3SO3. De verbinding wordt commercieel verhandeld als oplossing in tolueen, di-ethylether of dichloormethaan.
Dibutylboortrifluormethaansulfonaat wordt aangewend als reagens in de organische chemie, meer bepaald bij de asymmetrische synthese van boorenolaten.